# المرحاض الطائر

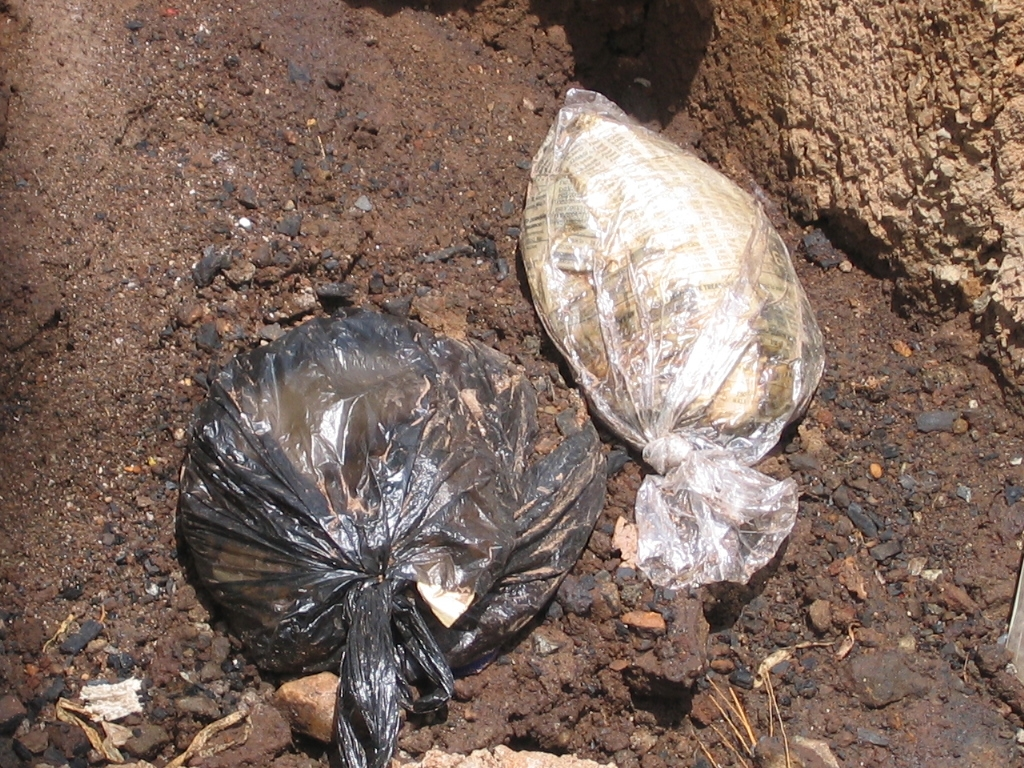
المراحيض الطائرة بعد استخدامها (ملؤها) والتخلص منها في حي كيبيرا الفقير في نيروبي، كينيا

المرحاض الطائر هو اسم مبتكر لحقيبة بلاستيكية تُستخدم كأداة تجميع بسيطة للبراز البشري عندما يكون هناك نقص في المراحيض المناسبة (يضطر الناس إلى التغوط في العراء). يتم بعد ذلك التخلص من الأكياس البلاستيكية المعبأة والمربوطة في الخنادق أو على جانب الطريق، أو ببساطة يتم رميها بعيدًا قدر الإمكان.

## استعمال

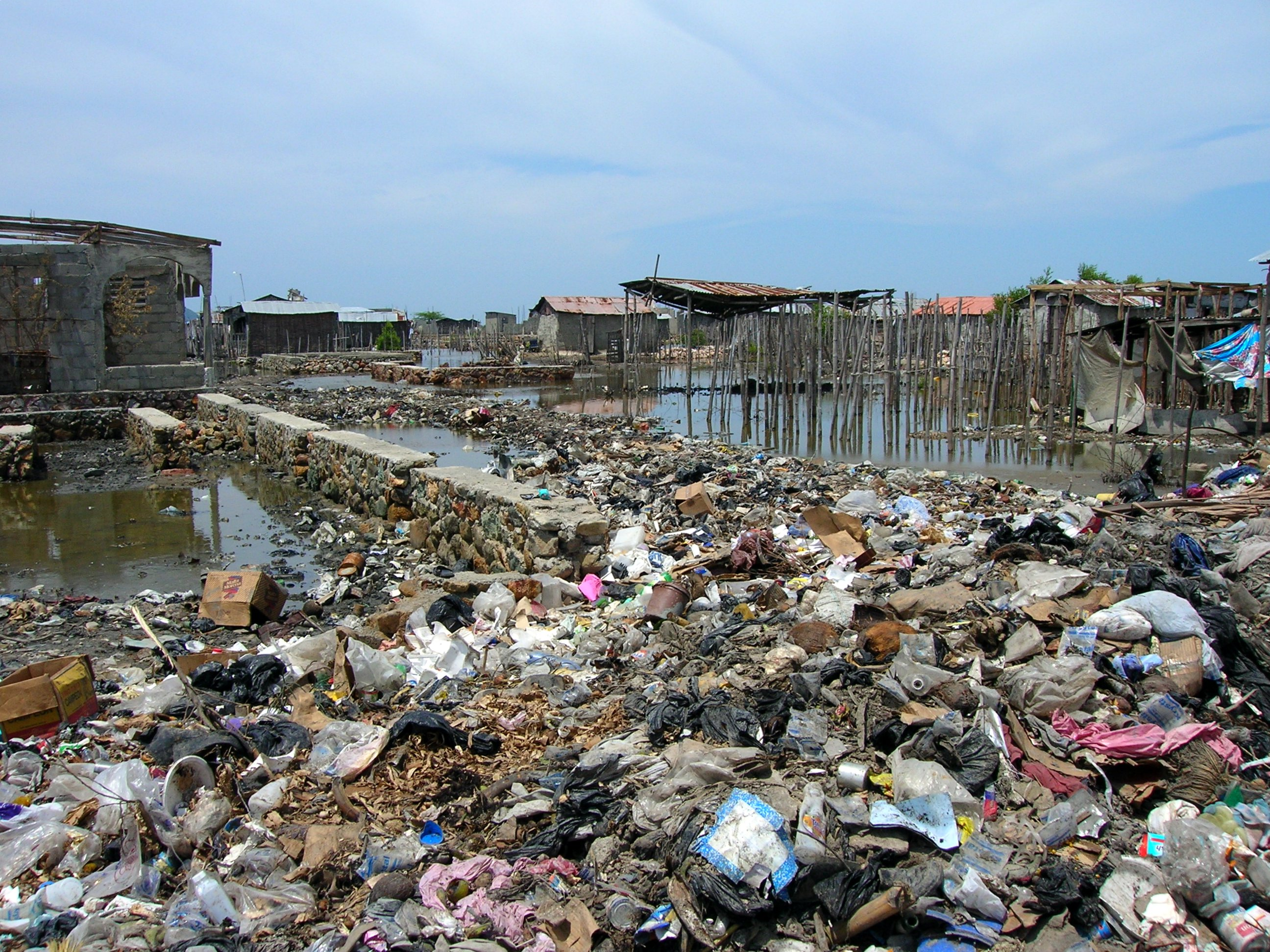
مراحيض طائرة ونفايات أخرى في أحد الأحياء الفقيرة في كاب هايتيان ، هايتي.

ترتبط المراحيض الطائرة بشكل خاص بالأحياء الفقيرة المحيطة بنيروبي، كينيا، وخاصة كيبيرا. وفقًا لتقرير صادر عن برنامج الأمم المتحدة الإنمائي الذي تم إطلاقه في كيب تاون في 9 نوفمبر / تشرين الثاني 2006، «يعتبر شخصان من كل ثلاثة أشخاص [في كيبيرا] أن المرحاض الطائر هو الوسيلة الأساسية للتخلص من الفضلات المتاحة لهم». هذا يتناقض مع تقرير الحكومة الكينية الذي يشير إلى أن 99 ٪ من سكان نيروبي لديهم إمكانية الوصول إلى خدمة الصرف الصحي.  يلقي تقرير برنامج الأمم المتحدة الإنمائي باللوم على أحد الطابوهات ضد البيروقراطيين والسياسيين الذين يناقشون مشكلة المراحيض،  في حين يرى آخرون عزوف السلطات في نيروبي عن إضفاء الطابع الرسمي على ما وصف بأنه «مستوطنة غير قانونية».
ومن المفاهيم ذات الصلة في الولايات المتحدة «قنبلة سائق الشاحنة»، الموصوف في تقرير إعلامي على أن سائقي الشاحنات الصناعية يقومون بالتبول في زجاجات بلاستيكية وإلقائها من زجاج الشاحنة عوض التوقف أو استخدام المرافق في محطات الراحة.

## مشاكل
تتجمع أكوام أكياس البولي إيثيلين على الأسطح وتجذب الذباب. ينفجر بعضها عند الاصطدام أو انسداد أنظمة الصرف. إذا هبطت على أنابيب المياه المكسورة، فقد يؤدي انخفاض ضغط الماء إلى امتصاص المحتويات في نظام المياه. يمكن أيضًا إصابة الأشخاص بالأكياس عند رميها بشكل عشوائي.  في موسم الأمطار، يمكن أن تدخل مياه الصرف الملوث بالفضلات إلى المساكن؛ حتى أن بعض الأطفال يسبحون فيه.  يؤدي هذا الاتصال الوثيق إلى مخاوف من الإصابة بأمراض مثل الإسهال واضطرابات الجلد وحمى التيفود والملاريا.
التبرز في الخارج، بعيدًا عن المنزل، وخاصة في الظلام، تعتبر خطرا على السلامة الشخصية، وخاصة بين الفتيات والنساء. 
في عام 2009، وقع حادث لريفت فالي للسكك الحديدية بسبب المراحيض الطائرة التي ألقيت على مسار السكك الحديدية في كيبيرا أدى لإنحراف قطار البضائع عن مساره حيث قتل فيه شخصان.

## البدائل المنتهجة

### كتل المجاري
أطلقت العديد من المنظمات غير الربحية حملة أوقف المراحيض الطائرة "Stop Flying Toilets" في كينيا، باستخدام شعار مجنح ورعاية السباقات مع عدائي الماراثون الكينيين المشهورين. أدى بناء ثلاث مجمعات للصرف الصحي (مراحيض عامة) في كيامبيو، وهو حي فقير في نيروبي يسكنه 40.000 إلى 50.000 نسمة، إلى تقليل استخدام المراحيض الطائرة، وبالتالي الحد من انسداد نظام الصرف وتفشي الكوليرا والإسهال. المراحيض العامة، التي شيدتها منظمة ماجي نا أوفانيسي غير الحكومية، ومقرها في نيروبي، تتطلب رسومًا لاستخدامها، لكنها تحظى بشعبية كبيرة.

### أكياس بلاستيكية قابلة للتحلل تحتوي على عامل مطهر
طورت شركة بي بووبل Peepoople السويدية حلاً أكثر تقدمًا وأمانًا للصرف الصحي المتنقل، وهو بساطة فكرة مماثلة للمراحيض الطائرة والتي تستخدم أيضًا الأكياس البلاستيكية: يُطلق على كيس المرحاض الخاص بهم اسم "حقيبة بي بو Peepoo"، وهي عبارة عن "حقيبة شخصية فردية" مرحاض معقم ذاتيًا وقابل للتحلل البيولوجي بالكامل ".

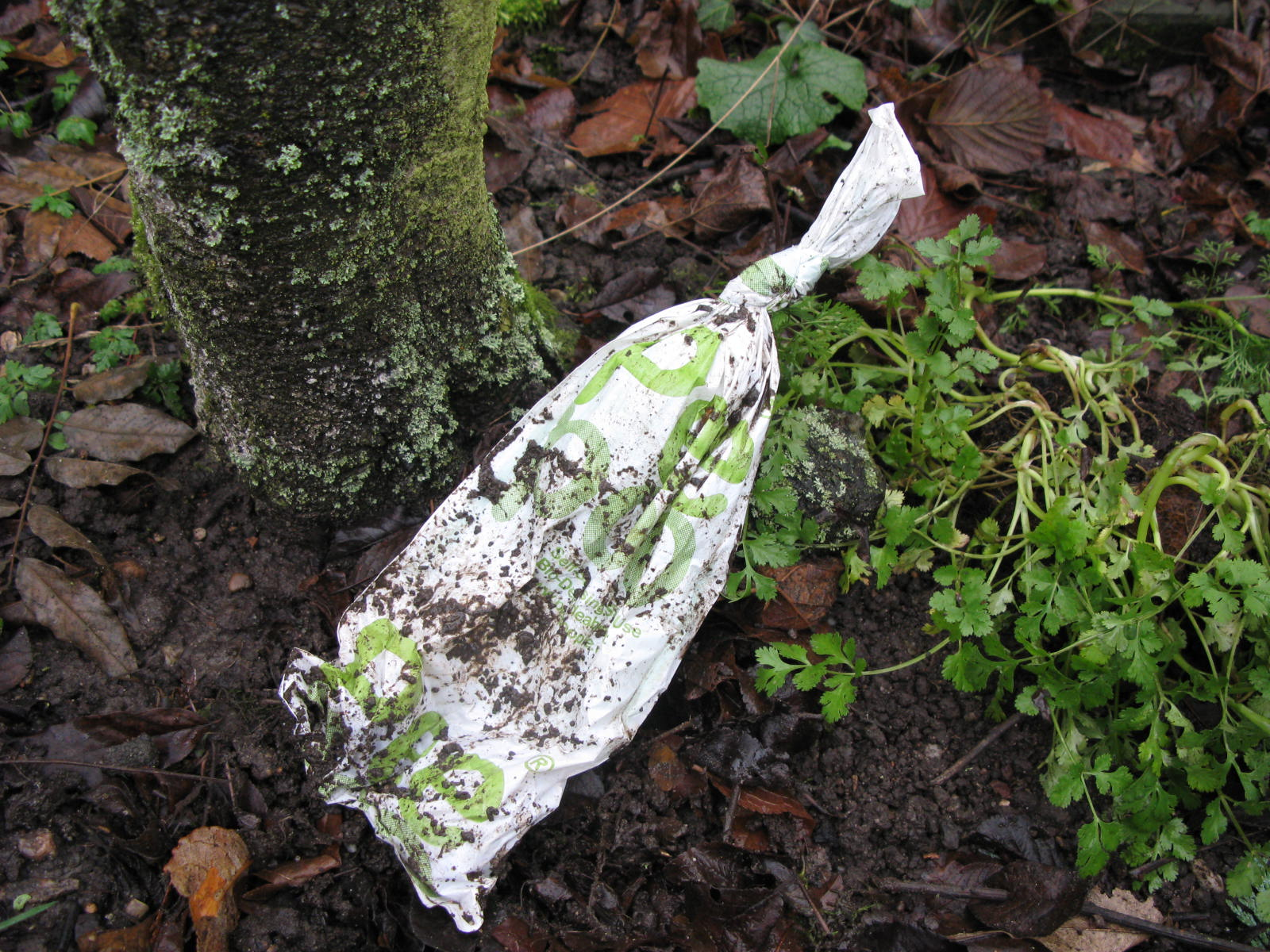
امتلأ كيس PeePoo بعد حوالي شهر في تربة الحديقة في ألمانيا

تُستخدم هذه الحقيبة عند النداءات الإنسانية وكذلك في المدارس والأحياء الحضرية الفقيرة في البلدان النامية، مثل كينيا. 

### الصرف الصحي القائم على الحاويات
الصرف الصحي القائم على الحاويات هو خيار محمول آخر للمستوطنات ذات الدخل المنخفض حيث تكون أنظمة الصرف الصحي غير ممكنة. يتم جمع النفايات في حاويات يمكن إحكام غلقها ونقلها للتخلص منها. وبالتالي، لا يحتاج المستخدمون إلى التعامل مع الفضلات بأنفسهم (وهو معيار أساسي لـ «الصرف الصحي المحسن»). في إحدى الدراسات التجريبية في كاب هايتيان، هايتي، أدى الصرف الصحي القائم على الحاويات إلى القضاء تقريبًا على استخدام المراحيض الطائرة والتغوط في العراء. ومع ذلك، عادة ما تكون هناك تكاليف مرتبطة بتركيب ونقل هذه الحاويات، مما قد يجعلها عائقًا أمام المجتمعات ذات الدخل المنخفض.

## روابط خارجية
- تقرير برنامج الأمم المتحدة الإنمائي حول الصرف الصحي ، الصفحة 38-39 هو شريط جانبي «المراحيض الطائرة في كيبيرا - الإهمال الشديد لتغطية المياه والصرف الصحي في المناطق الفقيرة من نيروبي»
- "Flying Toilets" ، مقال مصور عن المراحيض الطائرة ومركز AMREF الصحي على بي بي سي